# Marcel Wolfers
Marcel Wolfers (1886-1976) was een Belgische moderne beeldhouwer, bekend om zijn gedenktekens voor de Eerste Wereldoorlog van het interbellum (1919-1939).

## Geboorte en ontwikkeling
Marcel Wolfers werd geboren in een kunstenaarsfamilie gevestigd in Brussel. Zijn grootvader Louis Wolfers (1820-1892) en zijn vader Philippe (1858-1929) waren getalenteerde kunstenaars die met een breed scala aan media werkten, zoals keramiek, goudsmeden en ook beeldhouwkunst. Aan het einde van XIX 19e eeuw werd Philippe een van de zeer duidelijke kunstenaars van de Art Nouveau -stijl. Hij werkte vaak samen met andere lichtkunstenaars uit die tijd, zoals de architect Victor Horta, een meester van de stijl in België.
Marcel Wolfers studeerde aan de Koninklijke Academie voor Schone Kunsten in Brussel, waar hij in de leer ging bij de kunstenaar Isidore De Rudder (1855-1943), die ook zijn vader Philippe opleidde. Daar ontwikkelde Marcel zijn talenten in beeldhouwkunst, keramiek, maar ook in goudsmeden en met steen.
Hij werkte mee aan de Wereld- en Internationale Tentoonstelling in Brussel in 1958, als artistiek directeur van het huis Wolfers-Frères voor het ontwerp van de daar gepresenteerde werken van de goudsmid.
Hij trouwt met Clairette Petrucci (1899-1994): de dochter van Raphaël Petrucci (1872-1917), tevens kleindochter van de dierenschilder Alfred Verwée (1838-1895). Ze hadden twee dochters : Jeannine Wolfers (1929-1991) en Claire Wolfers (1926-2016).

## Carrière
De carrière van Marcel Wolfers begon voor de Eerste Wereldoorlog. Hij produceerde zijn eerste werken in 1908 en 1909. Hij toonde al heel vroeg zijn interesse in keramiek en lakken met glinsterende kleuren.
Aan het begin van de Grote Oorlog in augustus 1914, vielen de Duitsers België binnen. Marcel Wolfers sloot zich aan bij de Belgische cavalerie en klom uiteindelijk op tot de rang van luitenant. Zijn heldendaden in de oorlog hebben hem veel decoraties opgeleverd. Hij werd benoemd tot Ridder in de Orde van de Kroon en hij ontving de Medaille van IJzer en de Oorlogskruizen van België en Frankrijk.
Na de oorlog kreeg hij veel opdrachten om met enkele architecten samen te werken aan oorlogsmonumenten in België, zoals het monument voor de martelaren in Leuven, het monument voor de doden in Trazegnies en het Guynemer- monument in Poelkapelle. In Terhulpen, het dorp waar hij woonde, liet hij een groot standbeeld achter op zijn eigendom; maar Possidere is in 2010 verplaatst van de Avenue des Rossignols en bevindt zich momenteel voor het treinstation op een pleintje. Het stelt een paard voor dat op zijn achterpoten staat, bereden door twee jonge mensen. Een ander monument uit 1913 bestaat nog steeds in het dorp. Het model hiervan wordt tentoongesteld op het stadhuis en was vroeger door de stad aangeboden aan zijn beschermheer Ernest Solvay .
In 1931 maakte Marcel Wolfers de zandstenen kruisweg voor de Sint-Martinuskerk in Marcinelle, na zes jaar werk.

## Aantekeningen en referenties
1. ↑  Monument Ernest Solvay, réalisé par Marcel Wolfers, circa 1923. La Hulpe (Belgique)
2. ↑  (fr) Werner Adriaenssens (2007). La dynastie Wolfers. Pandora, Bruxelles, 493 pages. ISBN 978-90-5325-277-2.
3. ↑  (fr) Adriaenssens, Werner. Bregentzer, Wolfgang. Hennebert, Diane (2006). Marcel Wolfers, Ondine, pour l'Expo 58. Fondation Roi Baudouin, Bruxelles, p. 64. ISBN 978-2-87212-491-6.
4. ↑  (fr) MARIA TERESA GOMES FERREIRA (1991). PHILIPPE ET MARCEL WOLFERS. DE L'ART NOUVEAU A L'ART DÉCO.. FONDATION CALOUSTE GULBENKIAN, Catalogue des expositions de Lisbonne et Bruxelles en 1991, p. 97.
5. ↑  Cercle d'Histoire de La Hulpe, Moissons d'Histoire, La Hulpe,1994
6. ↑  (fr) Eglise Saint-Martin à Marcinelle sur paysdecharleroi.be
7. ↑  Patrimoine religieux sur charleroi.be

Kunstwerken van Marcel Wolfers
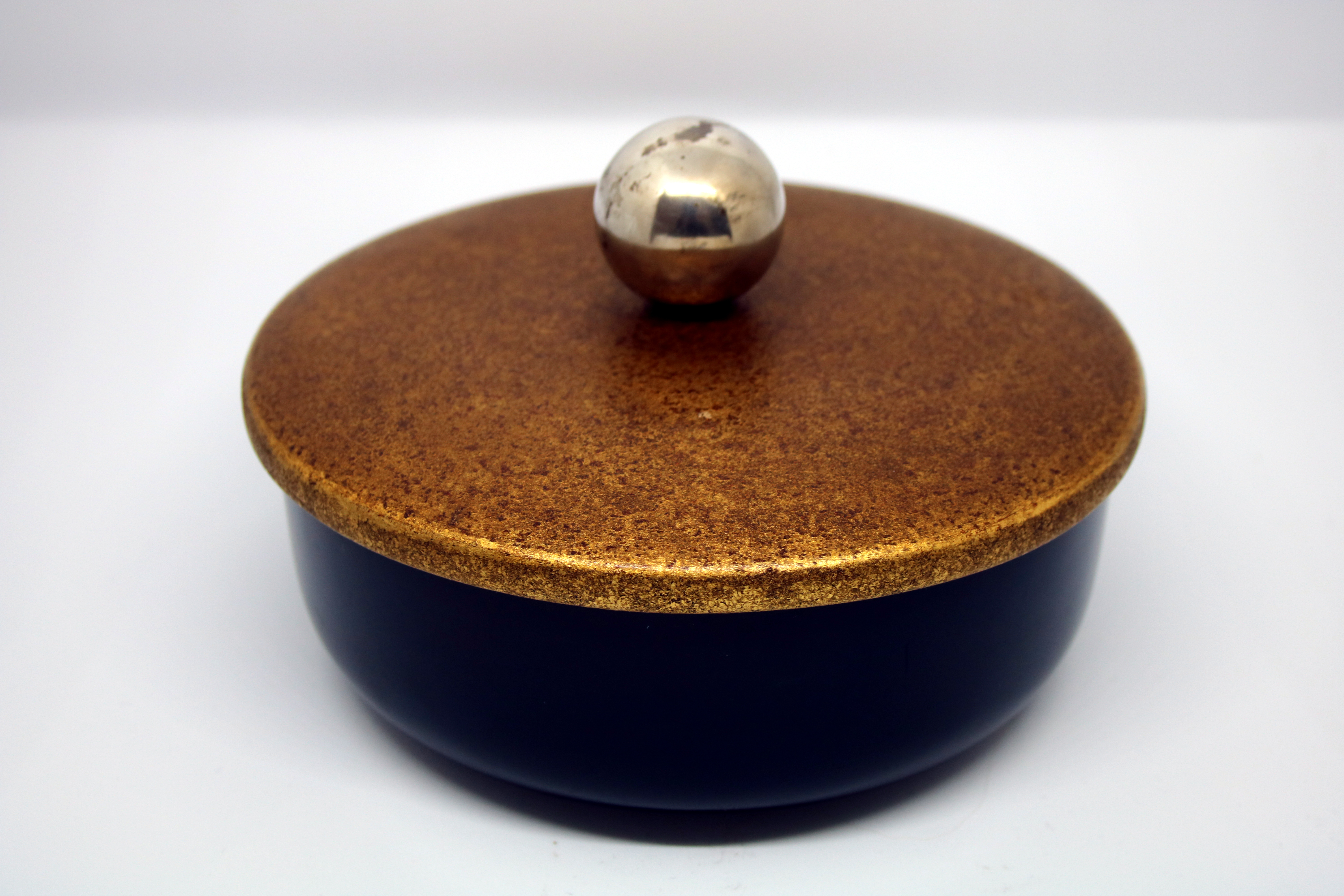
Zaden in zwarte lak en goudpoeder
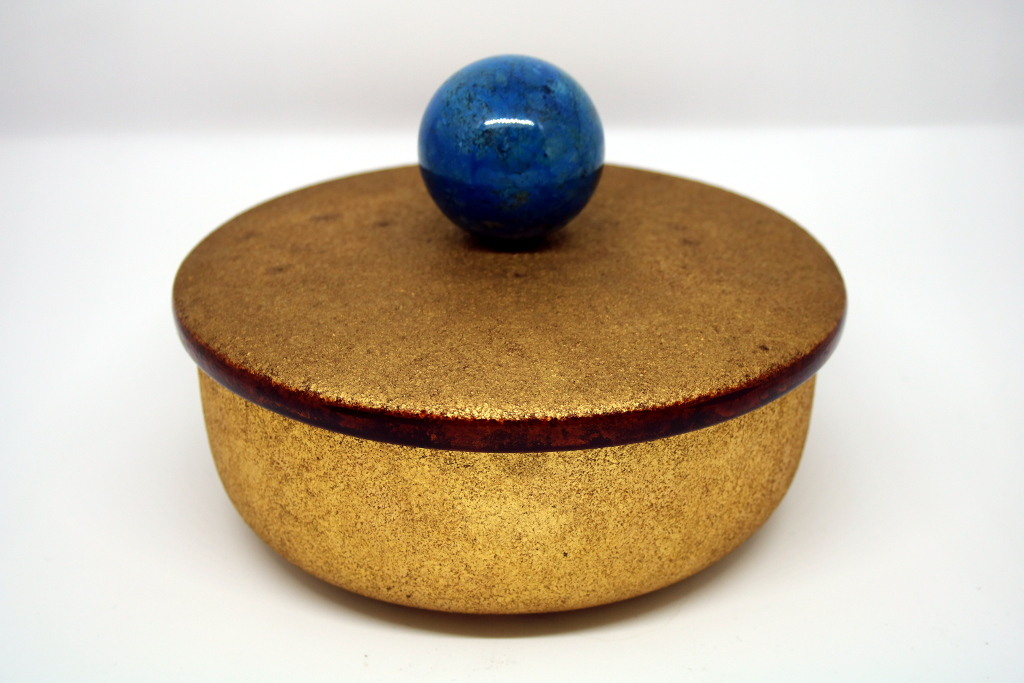
Goudpoeder zaadlak

## Bibliograaf
- M. Wolfers, Monografieën van Belgische kunst. Philippe Wolfers, Voorloper van de Art Nouveau, Brussel, Edition Meddens SA voor het Ministerie van Onderwijs en Cultuur, 1965.
- LA NERVE, Maandelijks overzicht van kunst en letteren . Directeur Emile Lecomte. Brussel, Sint-Jansstraat 4. X nummer,décembre 1924december 1924 .
- Marcel Wolfers, Beeldhouwer-lakeur. Tentoonstellingscatalogus in L'Ecuyer, Louizalaan 187 1050 Brussel.22 mai22 mei tot13 juin 197013 juni 1970 .
- Belgickà Secesia, La Libre Esthétique. Catalogus van de jaarlijkse salon van het Modern Museum. Uitgave van de Algemene Commissie voor Internationale Betrekkingen en Ministerie van Cultuur en Sociale Zaken. Bratislava, september-octobre 1993oktober 1993 .
- Bulletin van de Koninklijke Musea voor Kunst en Geschiedenis, Jubelpark, Brussel. Jaargang 71, 2000.
- Cirkel van de geschiedenis van Terhulpen, Land van sculpturen, Hoofdstuk 7, Terhulpen, 2020